# Шичалин, Юрий Анатольевич
Ю́рий Анато́льевич Шича́лин (род. 30 августа 1950, Махачкала, Дагестанская АССР, СССР) — советский и российский филолог-классик, историк философии, переводчик, издатель. Кандидат филологических наук, доктор философских наук, профессор. Член Экспертного совета Высшей аттестационной комиссии при Министерстве образования и науки Российской Федерации по теологии.

## Биография
В 1968—1969 годах учился на философском факультете МГУ имени М. В. Ломоносова. В 1969 году поступил на филологический факультет МГУ, который окончил по кафедре классической филологии в 1974 году.
В 1974—1977 годах — аспирант, в 1977—1988 годах — доцент кафедры классической филологии МГУ имени М. В. Ломоносова.
В 1979 году защитил диссертацию на соискание учёной степени кандидата филологических наук по теме «Жанр и композиция „Эннеад“ Плотина».
С 1988 года — старший научный сотрудник, а с 2002 года — ведущий научный сотрудник Института философии РАН.
В 2000 году в Институте философии РАН защитил диссертацию на соискание учёной степени доктора философских наук по теме «История античного платонизма в институциональном аспекте».
С 2002 года — профессор кафедры древних языков и древнехристианской письменности ПСТГУ. Также преподаёт историю философии и древние языки в Государственном университете гуманитарных наук и Московской духовной академии.
Выступал с лекциями и докладами в Сорбонне, Тринити-Колледже, Томас-Институте, Университете Перуджи, Фрибургском университете, Лувенском католическом университете. В качестве приглашённого профессора дважды читал лекции в Коллеж де Франс (1991, 1993).
Жена — Елена Фёдоровна Шичалина (Дружинина), директор классической гимназии при ГЛК, дочь известного альтиста Фёдора Дружинина, внучка писателя Сергея Шервинского.

## Научная деятельность
Работал секретарём у А. Ф. Лосева, который вызвал интерес у Шичалина к платоновской философии, Платону, платонизму и неоплатонизму, что нашло отражение в 40 статьях для в Философского энциклопедического словаря, а также более 60 статей для Философской энциклопедии и статьи в научной периодике, переводы (Альбин, Апулей, Алкиной, Плотин, Саллюстий-платоник, Прокл Диадох). Автор статей в Большой Российской энциклопедии.
В 1990 году создал издательство и курсы древних языков под названием «Греко-латинский кабинет».
В 1993 году учредил «Классическую гимназию при Греко-латинском кабинете».
Ю. А. Шичалин считает, что иерархия бытия и иерархия знания вместе задают иерархию человеческих ценностей, а также иерархию «богословие (богооткровенная истина) — философия — наука». Философское ведение исходно и сегодня в корне ограничено рамками единого европейского разума.
Ю. А. Шичалиным создана собственная периодизация европейской духовной истории, которая основана на институциональном подходе: алфавит — свиток — кодекс — книгопечатание — компьютерные технологии вместе с эволюцией образовательных и научных институций образуют единственную подлинную основу для периодизации европейской мысли, которая по своей сути при совпадении с бытием является внеисторичной. Он считает, что европейский историзм полностью исчерпал себя.

## Научные труды

### Монографии
- Шичалин Ю. А. Платон. «Федр» (греч. текст, статья, комментарии, указатели). М., 1989;
- Шичалин Ю. А. Гуго Гроций. Адам изгнанный. Стихотворный перевод, статья, комментарии. М., 1992 (Серия «Литературные памятники»).
- Шичалин Ю. А. Прокл. «Комментарий к Первой книге „Начал“ Евклида» (греч. текст, русск. перев., статья, коммент., указатели). М., 1994;
- Шичалин Ю. А. Античность—Европа—История. М., 1999. 207 с.
- Шичалин Ю. А. Проблемы российского образования и православие. М., 1999,
- Шичалин Ю. А. История античного платонизма. М., 2000. 439 с.
- Плотин. Трактаты 1-11. Издание подготовил Ю. А. Шичалин (вступительная статья, греческий текст, перевод, комментарии). М., ГЛК, 2007, 440 с.
- Плотин. Трактаты 1-11 / Пер., вступл. и комм. Ю. А. Шичалин М., 2007. 672 с.

### Статьи
- О некоторых образах неоплатонического происхождения у Данте. // В сб. «Западно-европейская средневековая словесность». М.: МГУ, 1985, с. 98-100.
- Альбин. Учебник платоновской философии. Перевод, статья, комментарии. // В кн. Платон. Диалоги. М., 1986, с. 437—475, 574—581 (Серия «Философское наследие»).
- По поводу названия трактата Плотина V 1 ‘О трех начальных ипостасях"’. // Вестник древней истории, 4, М., 1986, с. 118—125.
- Виссарион. Письма VI—VIII (PL CLXI Migne). Вступительная статья, перевод. // В сб. «Ренессанс: образ и место Возрождения в истории культуры». М.: ИФ РАН, 1987, с. 69-79.
- Поздний Платон и Аристотель // MATHESIS. Из истории античной науки и философии. М., 1991;
- Элиас. Комментарии к «Первой Аналитике» Аристотея. Перевод, статья, комментарии. // В сб.: Время, истина, субстанция.
- От античной рациональности к средневековой. М., ИФ РАН, 1991, с. 68-77.
- Позднеантичная и средневековая рациональность как единый тип. // Международная конференция «Средневековый тип рациональности и его античные предпосылки». М., 1993, с. 78-93 (с французским переводом).
- «Осевые века» европейской истории // Вопросы философии. 1995. № 6
- Истина и история // Логос. 1996. № 7
- Замечания о переводе текстов Ареопагитского корпуса (СПб.: Глагол, 1994, XXIII. 370 с.). // Встреча № 2(8), Сергиев Посад, 1998. С. 26-27.
- Плотин. Об уме, идеях и сущем (5, V 9). Перевод, комментарий и вводная статья «Трактат Плотина „Об уме, идеях и сущем“ в связи с проблемой природы» // Философия природы в античности и в средние века. Ч. 2. М., 1999. С. 95-120.
- Введение к «Апологии Сократа» // В кн.: Платон. Собрание сочинений. Т. I (1). М., 2000, с. VII—XXXII (соавтр: А. А. Глухов)
- «Проблема изложения, хронологические рамки и периодизация античной философии» // В кн. «История философии: Запад — Россия — Восток», т. 1, М., 2003, с. 16-28
- «Три этапа исторического развития античной философии» // В кн. «История философии: Запад — Россия — Восток», т. 1, М., 2003, 96-182
- «Литература к разделу античная философия». // В кн. «История философии: Запад — Россия — Восток», т. 1, М., 2003, 229—232.
- О соотношении библейского богословия и античного влияния в христианской антропологии. // Материалы Богословской конференции Русской Православной Церкви «Учение о человеке». М., 2002, с. 37-48
- Рец.: Климент Александрийский. Строматы. Книги 1-3. СПб., 2003. // «Богословский вестник» № 4 (2004), с. 478—497.
- Предмет философии. // Вестник ПСТГУ 2004/3, «Философия», с. 5-28.
- Грамматический справочник по греческому языку. (Совместно с А. А. Глуховым) // В кн. «Древнегреческий язык. Начальный курс. Часть третья», М., 20053, с. 6-92.
- О пользе и необходимости классического образования // Вопросы литературы, № 5. М., 2006.
- Свт. Григорий Богослов — читатель Плотина (по поводу Plot. 11.5.2.1.2-4) // Богословский вестник. 2006. — № 5/6. — С. 681—688.
- ΕΝΏΣΙΣ в греческом богословии и у неоплатоников // Материалы XVI Ежегодной богословской конференции ПСТГУ. М., 2006. С. 41-68.
- Греция Древняя : [арх. 28 сентября 2022] / Фролов Э. Д. (Исторический очерк), Шичалин Ю. А. (Образование и педагогическая мысль), Тахо-Годи А. А. (Культура), Лебедев А. В. (Философия), Теперик Т. Ф. (Литература); Тронский И. М. (драматургия), Молок Д. Ю. (Архитектура и изобразительное искусство), Лебедев С. Н. (Музыка) // Гермафродит — Григорьев [Электронный ресурс]. — 2007. — С. 705—729. — (Большая российская энциклопедия : [в 35 т.] / гл. ред. Ю. С. Осипов ; 2004—2017, т. 7). — ISBN 978-5-85270-337-8.
- О смысле фразеологизма ἓν ἀνθ᾿ ἑνός. ─ Богословский вестник, издаваемый Московской Духовной Академией и Семинарией, № 7, 2008, С. 457—442.
- Рец.: Veyne P. Quand notre monde est devenu chrétien (312—394). Albin Michel, 2007 // «Вестник ПСТГУ 1(25). Богословие. Философия. М., 2009. С. 125—135.
- Рец.: „Ousia“ dans la philosophie grecque des origines à Aristote / A. Motte, P. Somville, M.-A. Gavray, A. Lefka, D. Seron, éd. Peeters, 2008 // Вестник ПСТГУ 2(26). Богословие. Философия. М., 2009. С. 112—119.
- О понятии „личности“ применительно к триединому Богу и Богочеловеку Иисусу Христу в православном догматическом богословии // Вестник ПСТГУ 1(25). Богословие. Философия». М., 2009. С. 47-72.
- Заметки о возможностях перевода размером подлинника античных гексаметров и французских двенадцатисложников // Античность и культура Серебряного века. К 85-летию А. А. Тахо-Годи. М., 2010. С. 56-64.
- Об «умопостигаемой материи» у Плотина // NYMΦΩΝ ΑΝΤΡΟΝ. Сб. статей в честь Азы Алибековны Тахо-Годи. Вопросы классической филологии". Вып. XV. М., 2010. С. 488—493.
- Свт. Григорий Богослов. О своей жизни / Стихотворный перевод иерея А. Зуевского, под редакцией и с предисловием Ю. А. Шичалина; вступительная заметка митрополита Илариона (Алфеева). М., 2011. 167 с.
- Сократ-пифагореец — изобретение Платона? // Вестник ПСТГУ I: Богословие. Философия, 2012. Вып. 3 (41). С. 76-86.